# BB&T Center

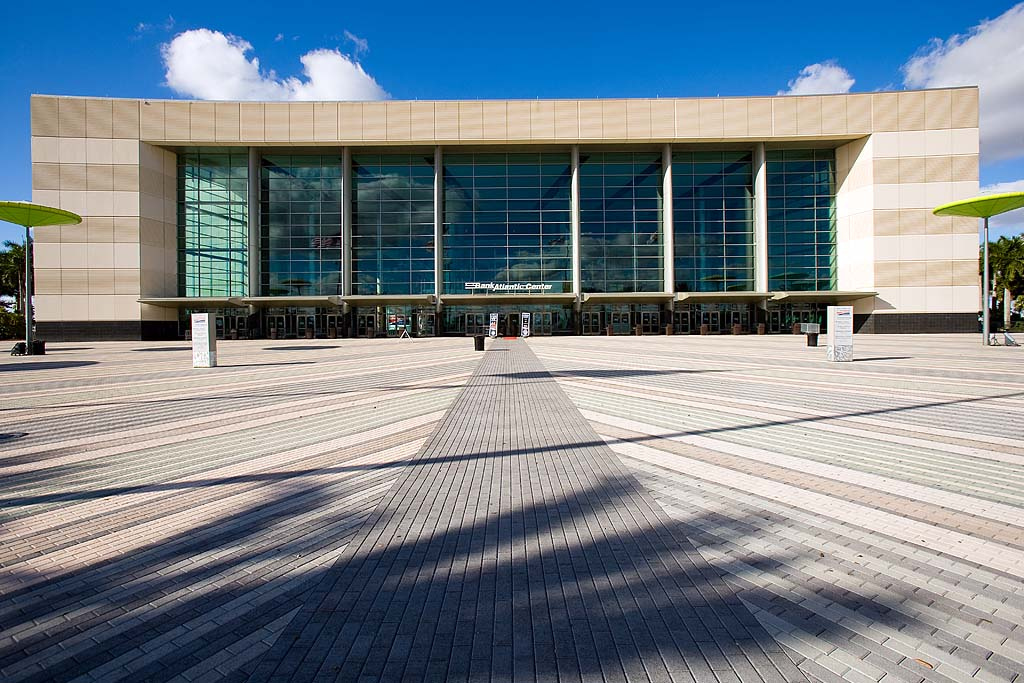
Widok z zewnątrz.

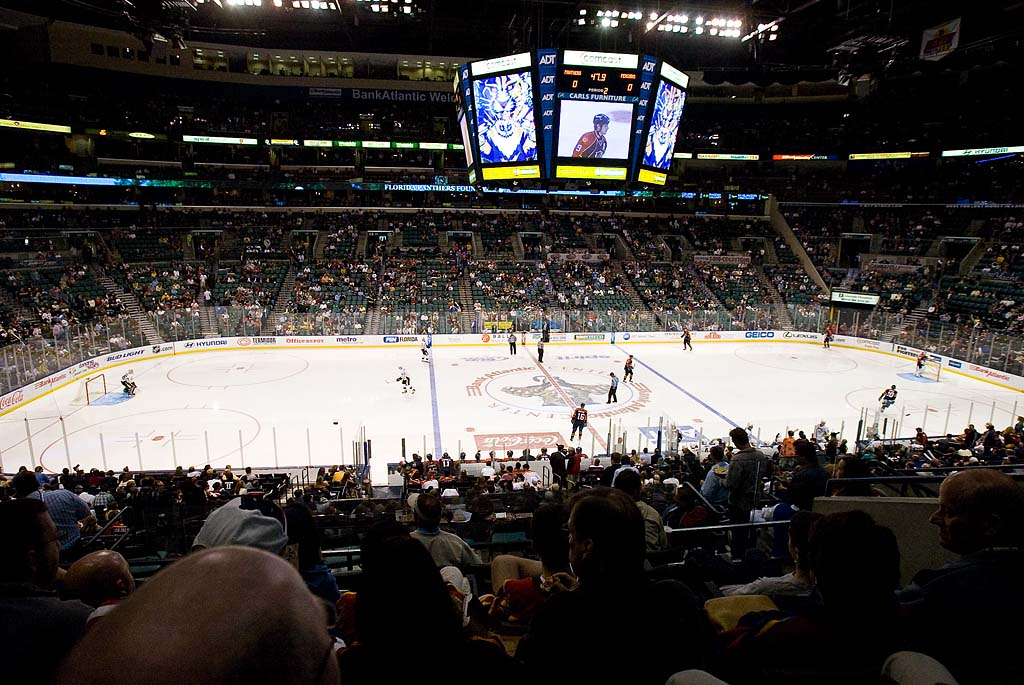
Hala podczas meczu hokejowego.

BB&T Center to hala sportowa znajdująca się w Sunrise stanu Floryda.
Obecnie swoje mecze rozgrywa tutaj:
- Florida Panthers - NHL

Dawniej swoje mecze rozgrywali tutaj:
- Florida Pit Bulls - ABA
- Florida Bobcats - AFL

## Informacje
- Adres: One Panther Parkway Sunrise, Florida 33323
- Rozpoczęcie prac budowlanych: 1996 rok
- Otwarcie: 3 października 1998 rok
- Koszt budowy: 212 milionów $
- Architekt: Ellerbe Becket
- Pojemność:
  - Hala hokeja: 19 250 miejsc
  - Hala koszykówki: 20 737 miejsc